# 이성민 (아나운서)
이성민(1966년 9월 6일 ~ 2023년 5월 17일)은 전 KBS의 아나운서이다. 1995년에 입사하여 사망 전까지 KBS 아나운서실에 재직하였다. 고려대학교 일어일문학과를 학사 졸업했다. 2017년 3월에 KBS창원방송총국으로 발령되어 늦게 KBS창원방송총국에서 순환근무를 했었다. 본사 소속에 그대로 머물러 있을만한 사람들이 다 늦게 지역 발령되어 순환근무한다. 특히 노현정 前 아나운서도 음주 파문으로 본사 소속 뉴스 진행에 하차하고 KBS부산방송총국으로 잠시 머물러 있었다가 복귀했고, 정세진 아나운서 역시 KBS대구방송총국으로 발령받아 잠시 머물러 있다가 복귀했다. 바둑왕전에서 시상식 사회자를 맡았고, 장기왕전에서 진행 및 해설을 맡은 바 있다. 2023년 5월 17일 지병으로 투병 중이었다가 사망했다.

## 학력
- 숭실대학교 영어영문학 학사
- 숭실대학교 대학원 영어영문학 석사
- 고려대학교 대학원 영문학 박사 박사과정
- 고려대학교 일어일문학 학사
- 고려대학교 대학원 일어일문학 석사 박사과정
- 고려대학교 대학원 일본문학 박사과정

## 경력
| 연도            | 사항                                |
| --------------- | ----------------------------------- |
| 1995년 ~ 2023년 | KBS 아나운서실 아나운서             |
| 2017년 ~ 2018년 | KBS창원방송총국 편성제작국 아나운서 |

## 진행 프로그램

### TV
- KBS 바둑왕전 《제18, 20 ~ 21, 23, 26, 28기 시상식》
- KBS 장기왕전
- KBS 정오뉴스 (2004년 5월 3일 ~ 2005년 11월 30일)
- 카네이션 기행
- 6시 내고향 (1999년 10월 18일 ~ 2000년 4월 28일)
  - KBS 주말뉴스 토요일 (오후 5시 ~ 5시 10분, 저녁 7시 ~ 7시 10분)
- KBS 뉴스 (1400) (2005년 12월 1일)
- 여성공감
- 생방송 실종 어린이를 찾습니다 (2013년 10월 26일 ~ 2014년 4월 5일)
- 사랑의 가족 (2014년 5월 26일 ~ 2016년 4월 23일)
- KBS 뉴스 9 경남

### 라디오
- 라디오 24시 평일 (KBS 1라디오)
- 생방송 경남 (KBS창원 1라디오)
- 생방송 토요일 아침입니다/생방송 일요일 아침입니다 (KBS 1라디오)
- 주말 생방송 정보쇼 (KBS 1라디오)
- 내일은 푸른하늘 (KBS 3라디오)
- 경제로 통일로 (KBS 한민족방송)